# Quiroga (estación)
La estación sencilla Quiroga hace parte del sistema de transporte masivo de Bogotá llamado TransMilenio inaugurado en 2000.

## Ubicación
La estación se encuentra ubicada en el sur de la ciudad, más específicamente en la avenida Caracas entre calles 32A Sur y 33 Sur. Se accede a ella mediante un cruce semaforizado ubicado sobre esta última vía.

## Origen del nombre
La estación recibe el nombre del barrio homónimo. También atiende la demanda de los barrios Quiroga Central, Gustavo Restrepo, Granjas San Pablo, Granjas Santa Sofía y alrededores.

## Historia
A comienzos del año 2001, fue inaugurada la segunda fase de la Troncal Caracas desde Tercer Milenio, hasta la estación intermedia de la Calle 40 Sur. Meses más tarde el servicio fue extendido al sur, hasta el Portal Usme.
Durante el Paro nacional de 2021, la estación sufrió diversos ataques que afectaron de forma considerable las puertas de vidrio y demás infraestructura de la estación, razón por la cual se encontró inoperativa. Por ello se implementó un servicio circular como contingencia.
En el 2004 dos pasajeros murieron y otros dos salieron con heridos por la explosión de cuatro kilos de amonal.[cita requerida]
Durante el Paro nacional de 2019, la estación sufrió diversos ataques que afectaron de forma considerable las puertas de vidrio y demás infraestructura de la estación, razón por la cual no estuvo operativa por algunos días luego de lo ocurrido.

## Servicios de la estación

### Servicios troncales
| Tipo                                        | Rutas al Norte | Rutas al Sur |
| ------------------------------------------- | -------------- | ------------ |
| Ruta fácil                                  | 3              | 3            |
| Expresos todos los días todo el día         | M83            | H83          |
| Expresos lunes a sábado todo el día         | B13 D20        | H13 H20      |
| Expresos lunes a viernes todo el día        | C17            | H17          |
| Expresos sábados de 4:00 a. m. a 3:00 p. m. | C17            | H17          |

### Esquema
| ← Norte |         |              |
| C17D20  | 3B13M83 | Calle 33 Sur |
| Vagón 2 | Vagón 1 |              |
| H17H20  | 3H13H83 | Calle 33 Sur |
| Sur →   |         |              |

### Servicios urbanos
Así mismo funcionan las siguientes rutas urbanas del SITP en los costados externos a la estación, circulando por los carriles de tráfico mixto sobre la Avenida Caracas, con posibilidad de trasbordo usando la tarjeta TuLlave:
| Código | Sector           | Dirección                | Rutas     |
| ------ | ---------------- | ------------------------ | --------- |
| 327A12 | H Br. El Pesebre | Av. Caracas - CL 33B Sur | Sin rutas |

## Ubicación geográfica
| Noroeste: Rafael Uribe Uribe | Norte: H Olaya      | Nordeste: Rafael Uribe Uribe |
| Oeste: G Alquería            |                     | Este: Rafael Uribe Uribe     |
| Suroeste: Rafael Uribe Uribe | Sur: H Calle 40 Sur | Sureste: Rafael Uribe Uribe  |